# Miguel Paleólogo (filho de João V)
Miguel Paleólogo (em grego: Μιχαήλ Παλαιολόγος; m. 1376/1377) foi um filho do imperador bizantino João V Paleólogo (r. 1341–1391), governador de Mesembria e reclamante do Império de Trebizonda. Pouco se sabe sobre sua vida. Nasceu em algum momento após 1351, como o terceiro ou quarto filho de João V com sua esposa Helena Cantacuzena. Ele foi casado com uma princesa búlgara, filha de Dobrotitsa, e foi elevado à posição de déspota em data desconhecida.
Em 1366, Miguel acompanhou seu pai em sua visita de Buda, a capital do Reino da Hungria, onde procurou ajuda contra os turcos otomanos. Por ca. 1371, foi governador do porto de Mesembria na costa do mar Negro na Trácia. Em novembro de 1373, velejou para Trebizonda, onde tentou forçar a deposição do imperador Aleixo III. Sua frota de três navios ancorou fora do porto por cinco dias, quando foi forçado a partir devido ao fracasso da expedição. Ele foi assassinado em 1376/1377 por seu cunhado Terter.